# Bague armure
Une bague d’arme ou bague armure est un bijou porté sur le doigt. Elle recouvre généralement la phalange proximale et la phalange intermédiaire et est articulé au niveau de la jointure. Elle prend typiquement l'apparence d'un morceau de doigt de gantelet médiéval, mais est généralement plus petite et plus délicate. 
Les bagues d’arme diffèrent dans la conception et la matière, Elles sont généralement composées d'argent ou d'étain. Elles sont souvent moins faciles à articuler et beaucoup plus fragiles que les gantelets.
Les formes varient beaucoup certaines recouvrant la phalange distale totalement ou partiellement.
Les bagues d'armure de doigt sont souvent associées au mouvement gothique.
Dans la série kaamelott, Arthur porte à l'annulaire de sa main gauche une bague d'arme : La bague de contrôle des lames. Elle lui permet de tenir ses ennemis à distance en contrôlant leurs lames. Elle lui a été offerte par César en personne.

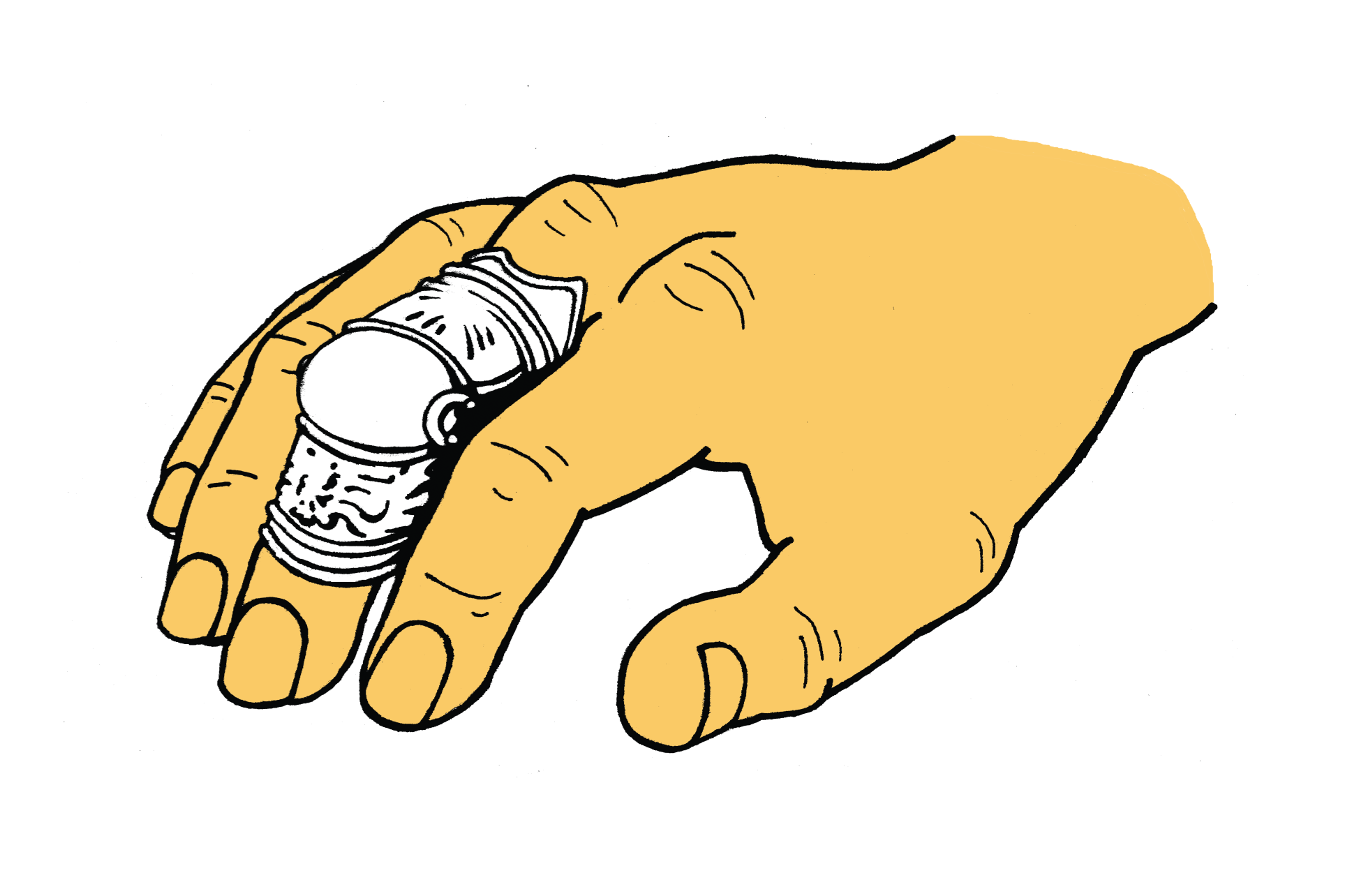
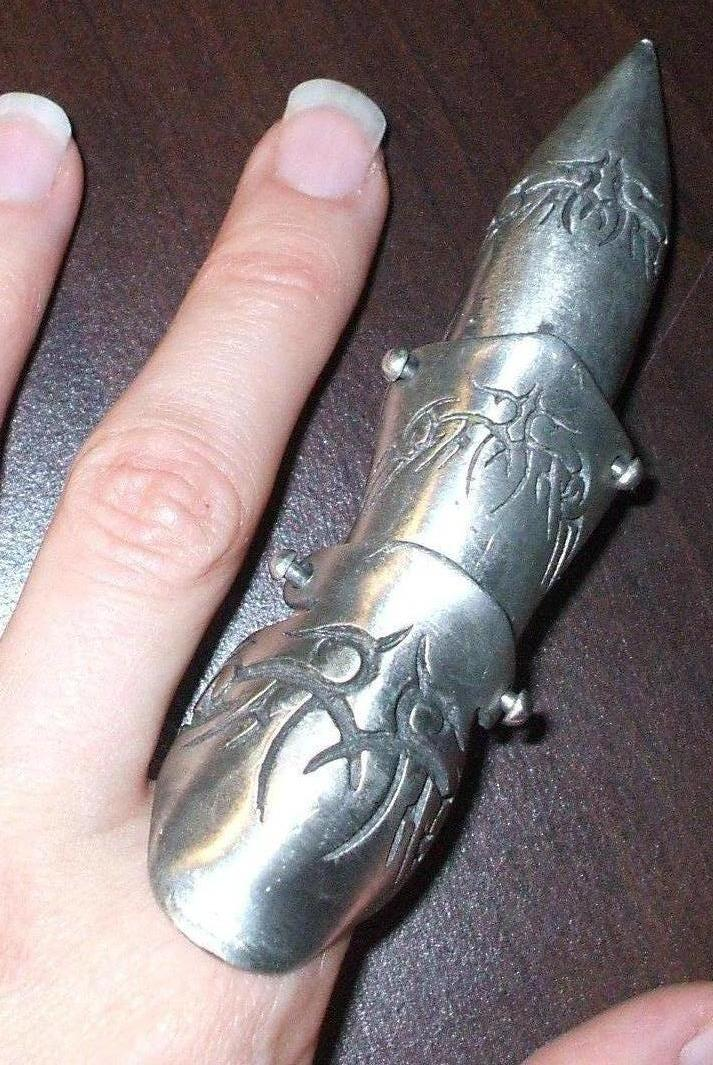
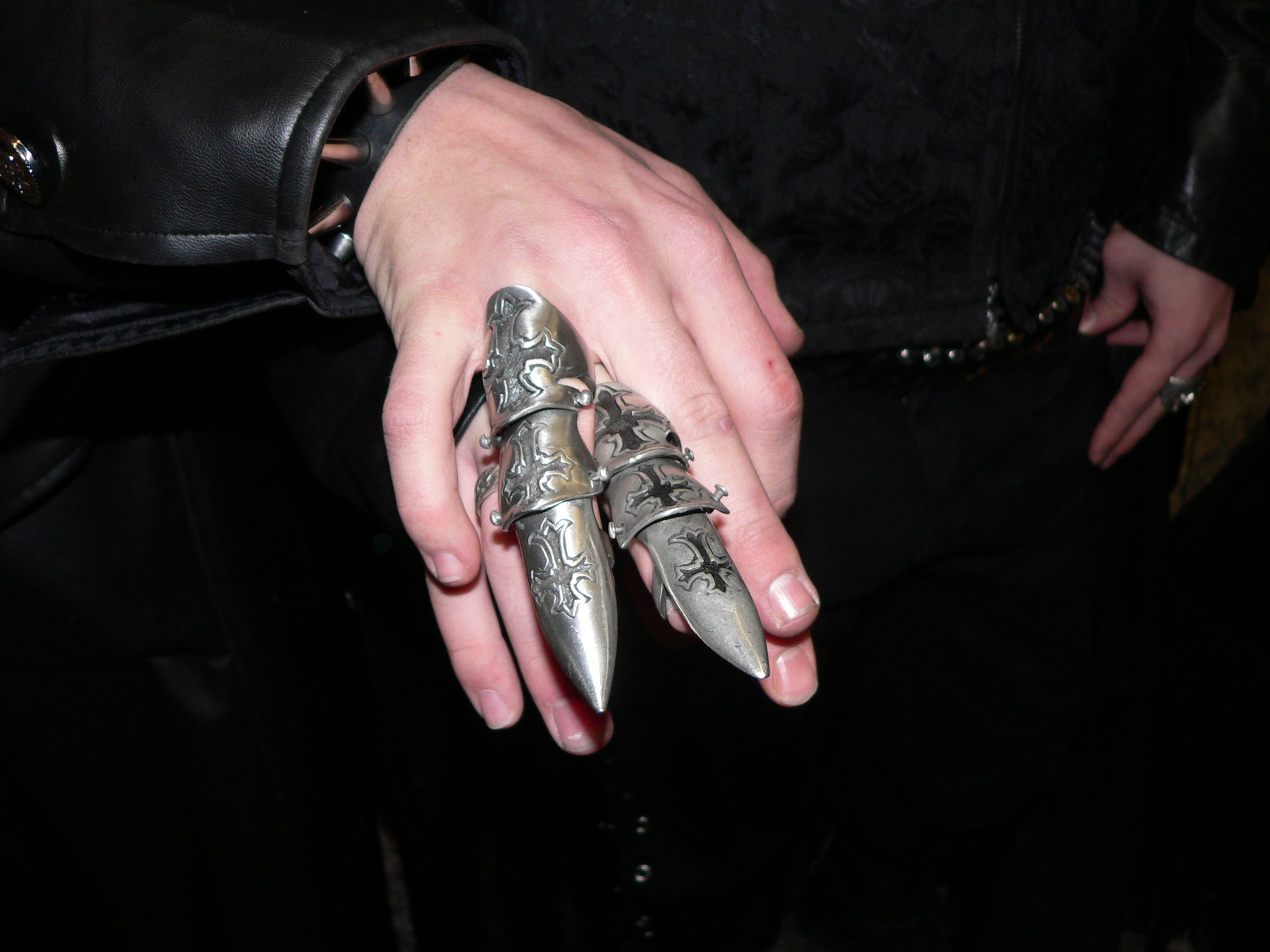